# 民权街道 (信阳市)
民权街道，是中华人民共和国河南省信阳市浉河区下辖的一个乡镇级行政单位。

## 行政区划
民权街道下辖以下地区：
民权社区、新生社区、成功社区、白果树社区、社会社区、赵家桥社区、张李湾社区、幸福社区、礼节社区、四一社区和红太阳社区。